# Hamburg-Atlantic-Linie

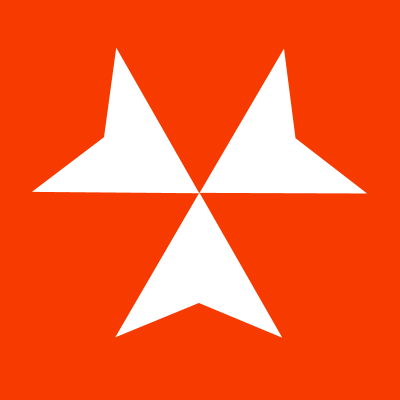
Logo der Hamburg-Atlantic Linie

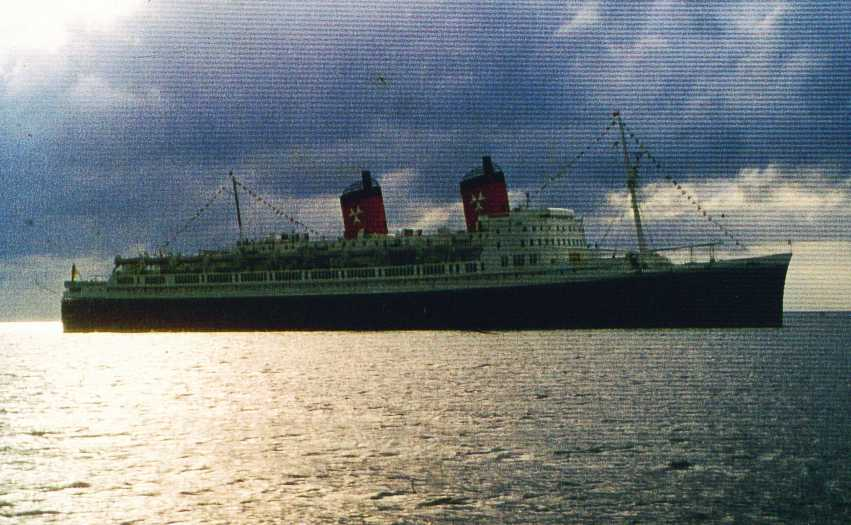
Die Hanseatic (I), etwa 1963

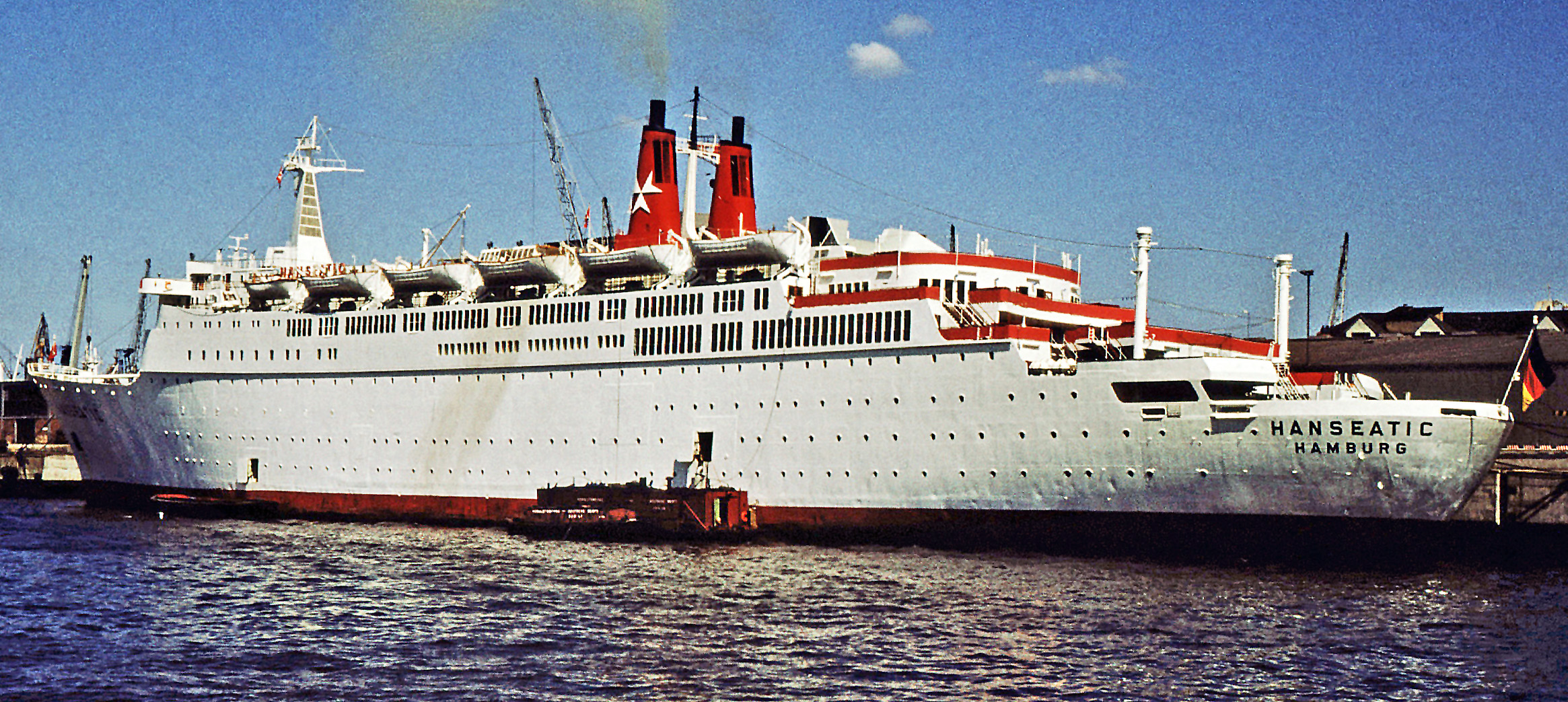
Die Hanseatic (II) ex Shalom 1973 in Hamburg

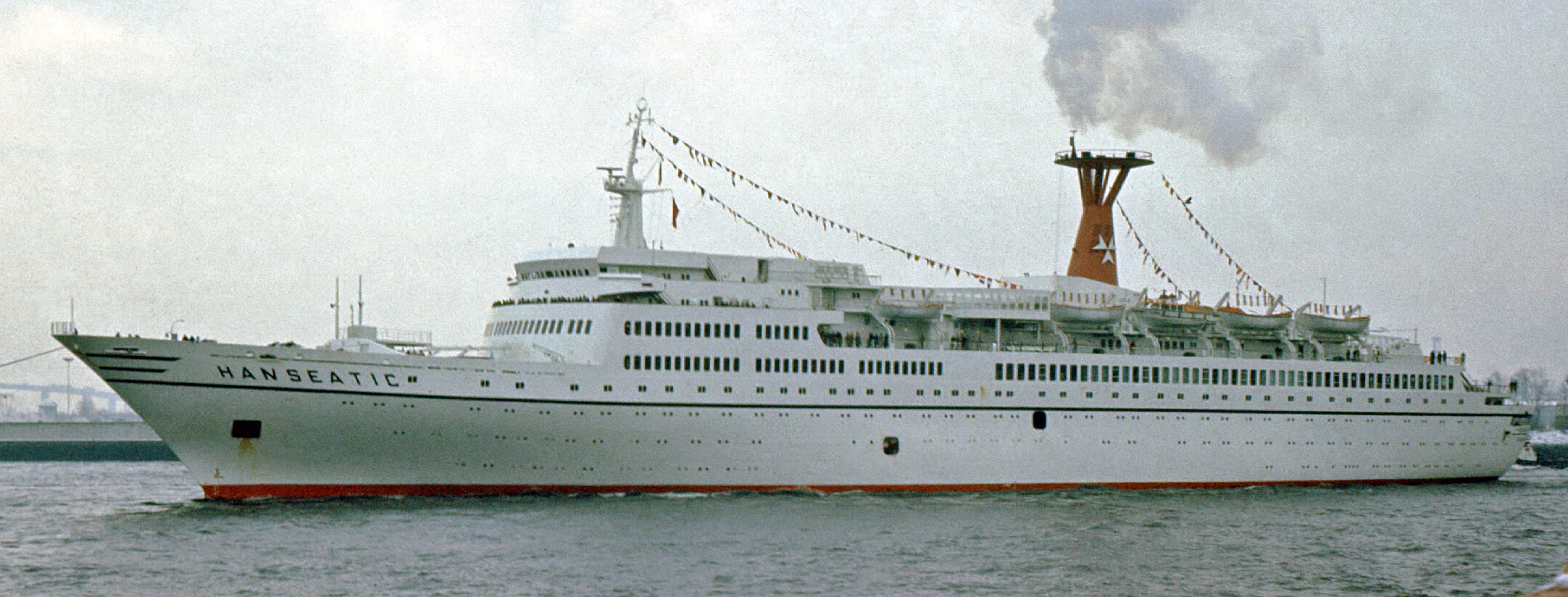
Die Hanseatic (III) ex Hamburg im Dezember 1973

Die Hamburg-Atlantic-Linie GmbH war eine Reederei mit Sitz in Hamburg, die am 6. Januar 1958 von dem hier seit sechs Jahren lebenden Dänen Axel Bitsch Christensen gegründete worden war. Ab dem 15. August 1958 war sie als Hamburg-Atlantik Schifffahrtsgesellschaft mbH eingetragen, behielt aber im Geschäftsverkehr die alte Bezeichnung bei. Philipp Fürchtegott Reemtsma war an dem Unternehmen mit über vier Millionen DM beteiligt. 
Die Transatlantik-Linie mit der einzig bereederten Hanseatic entwickelte sich zu einem großen Erfolg. Deshalb sollte ein zweites Passagierschiff auf Kiel gelegt werden. Dazu wurde am 1. Dezember 1965 die Deutsche Atlantik-Schifffahrtsgesellschaft mbH & Co. gegründet: 212 private Anleger – größtenteils ehemalige Hanseatic-Passagiere – zeichneten rund 30 Millionen DM, obwohl die Zusage einer staatlichen Bürgschaft noch ausstand. Diese erfolgte im Februar 1966. Von nun an hieß die Reederei Deutsche Atlantik-Linie (DAL).
Große Verluste durch die Aufwertung der D-Mark gegenüber dem US-Dollar sowie drastisch steigende Personalkosten führten das Unternehmen in schwieriges Fahrwasser. Außerdem stand die Reederei nach dem Brand der TS Hanseatic am 7. September 1966 im Hafen von New York plötzlich ohne Schiff da. Nach der Überführung zur Hamburger Werft wurde sie dort abgewrackt. Die bereits gebuchten Kreuzfahrten konnten ersatzweise mit der gecharterten französischen Renaissance durchgeführt werden. 
Noch im September 1966 erklärte sich der Hamburgische Senat zu einer erneuten Bürgschaft bereit, und im Oktober stimmte die Gesellschafterversammlung der Deutschen Atlantik-Linie einem Neubau zu, der bei der Deutschen Werft in Auftrag gegeben wurde. 
Anfang 1967 wurde eine neue Eigentümergesellschaft gegründet, die Hanseatic Schifffahrtsgesellschaft mbH, deren Kapital wieder von ehemaligen Hanseatic-Passagieren gestellt wurde. Aus diesen Geldmitteln konnte der Kauf der israelischen Shalom im Mai 1967 bestritten werden, die im November – ebenfalls unter dem Namen Hanseatic – in Dienst gestellt wurde.
Das zweite Schiff, die Hamburg, konnte Ende März 1969 ihre Jungfernfahrt antreten. Sie war unter der Planung des Münchner Architekten Georg Manner im Februar 1968 als einziger Neubau der Reederei bei der Howaldtswerke-Deutsche Werft AG vom Stapel gelaufen. 
Noch im Jahr 1970 konnten über acht Millionen Euro erwirtschaftet werden, dagegen 1971 nur noch sieben Millionen Euro. Bei steigendem Kostendruck (Ölkrise 1973) scheiterten die Verhandlungen zu einer Verbindung mit Hapag-Lloyd, und zwecks Liquidität musste im Juli 1973 die Hanseatic (ex Shalom) an die Home Lines verkauft werden. Sie sank nach wechselvoller Geschichte am 26. Juli 2001 auf dem Weg zur Abwrackwerft vor Südafrika.
Die Schulden der Deutschen Atlantik-Linie stiegen weiter, sie wurden im September 1973 auf 25 bis 35 Millionen Euro geschätzt. Am 25. September 1973 wurde die Hamburg in Hanseatic (III) umbenannt und von der Reederei zum Verkauf angeboten. 
Weitere Verhandlungen mit Hapag-Lloyd scheiterten erneut, so dass die Gesellschafter im Oktober 1973 die Auflösung der Reederei beschlossen. Die Hanseatic (III) sollte zur Deckung aller Verbindlichkeiten für rund 25 Millionen Euro an Hapag-Lloyd verkauft werden, damit wären aber auch alle Einlagen und Darlehen verloren gewesen.
Ein höheres japanisches Kaufangebot über knapp 34 Millionen Euro wurde noch im November unterbreitet. Am 1. Dezember 1973 musste die Deutsche Atlantik Linie ihren Geschäftsbetrieb einstellen, und am 12. Dezember wurde über den Verkauf des letzten Schiffes bestimmt. Ein weiteres Angebot über rund 31 Millionen Euro lag zwischenzeitlich aus den USA vor, dahinter stand die sowjetische Staatsreederei. Der unterschriftsreife Vertrag mit der japanischen Ryutsu Kaiun K.K.-Reederei kam nicht zustande, und so erhielten die Amerikaner den Zuschlag. Diese übertrugen das Schiff den Sowjets, und am 25. Januar 1974 wurde die Hanseatic (ex Hamburg) an die Black Sea Shipping Co. übergeben. Zu Ehren des russischen Dichters Maxim Gorki trug sie fortan den Namen Maxim Gorkiy.
Es besteht namentliche Verwechslungsgefahr mit der Hamburg-Amerika-Linie (HAL, HAPAG).